# Strangalia melanophthisis
Strangalia melanophthisis är en skalbaggsart som först beskrevs av Berg 1889.  Strangalia melanophthisis ingår i släktet Strangalia och familjen långhorningar.
Artens utbredningsområde är:
- Paraguay.
- Uruguay.

Inga underarter finns listade i Catalogue of Life.